# 1912 dans les parcs de loisirs
| Années des parcs de loisirs : 1909 - 1910 - 1911 - 1912 - 1913 - 1914 - 1915    |
| Décennies des parcs de loisirs : 1880 - 1890 - 1900 - 1910 - 1920 - 1930 - 1940 |

## Parcs d'attractions

### Ouverture
- Luna Park (en) à Charleston ( États-Unis)
- Luna Park à Leipzig ( Allemagne)
- Luna Park à Melbourne ( Australie)
- Luna Park (en) à Ōsaka ( Japon)
- Luna Park à Saint-Pétersbourg ( Russie)
- Parque de Atracciones Monte Igueldo à Saint-Sébastien ( Espagne)

### Fermeture
- Electric Park à Joplin ( États-Unis)
- Electric Park à Newark ( États-Unis)

## Attractions

### Montagnes russes
| Nom                | Type/Modèle | Constructeur        | Parc                     | Pays       |
| ------------------ | ----------- | ------------------- | ------------------------ | ---------- |
| Derby Racer        | Bois        | Frederick Ingersoll | Central Park (en)        | États-Unis |
| Gee Wiz            | Bois        | John A. Miller      | Riverview Park           | États-Unis |
| Giant Dip          | Bois        |                     | Riverside Amusement Park | États-Unis |
| Gravity Railway    | Bois        |                     | Glen Echo Park (en)      | États-Unis |
| Leap the Dips      | Bois        | Andy Vettel         | Cedar Point              | États-Unis |
| Scenic Railway     | Bois        |                     | Luna Park                | Australie  |
| Zippin Pippin (en) | Bois        |                     | Libertyland (en)         | États-Unis |

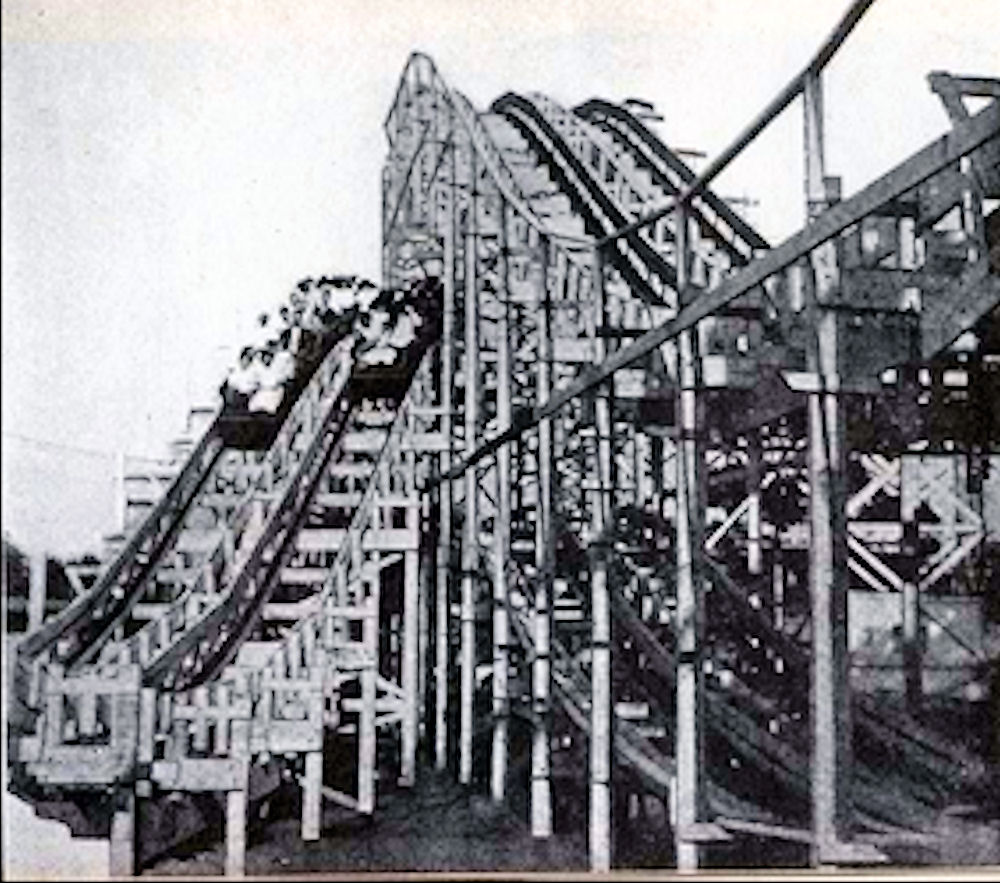
Derby Racer à Central Park
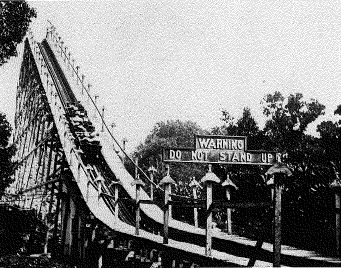
Leap the Dips à Cedar Point
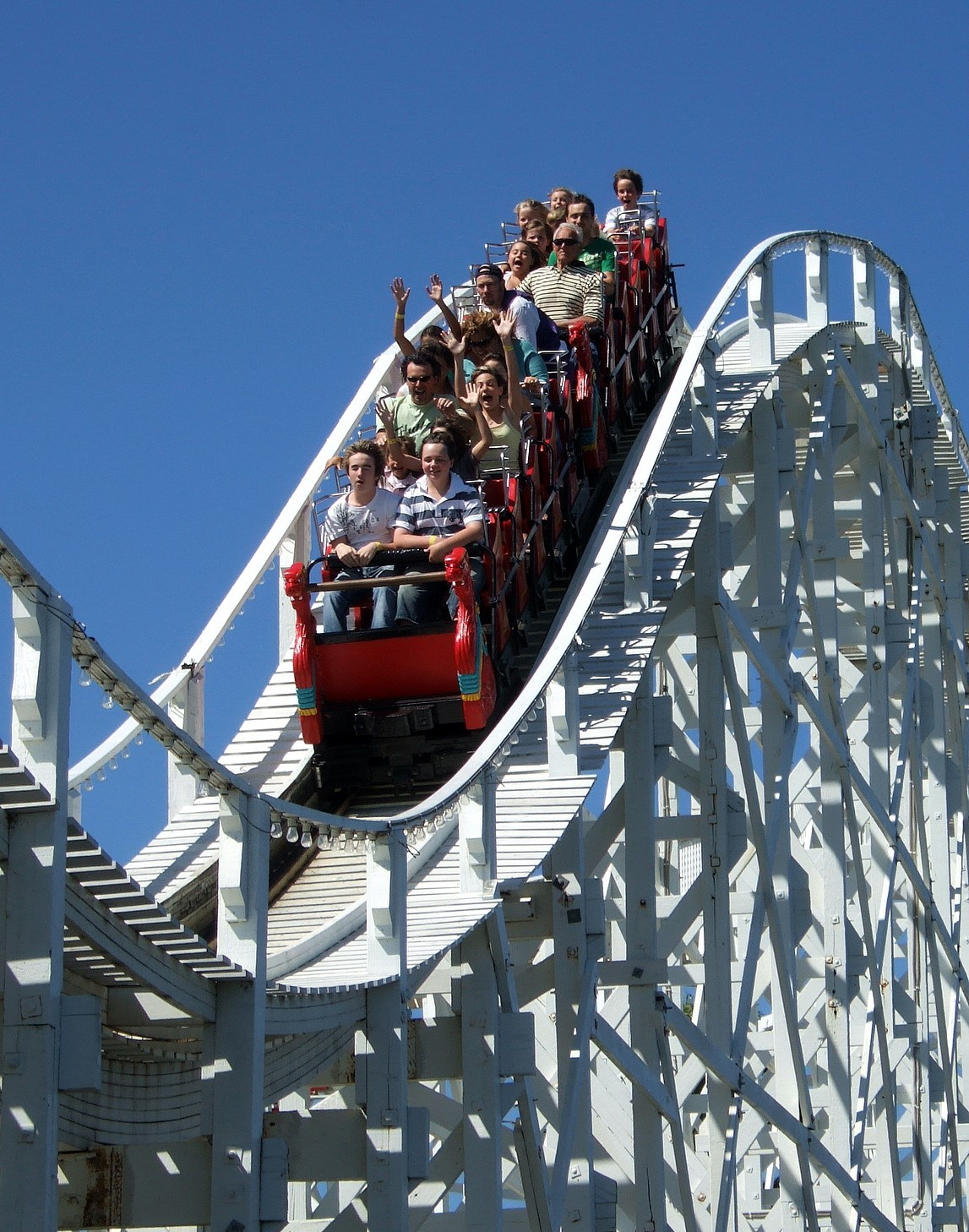
Scenic Railway à Luna Park Melbourne
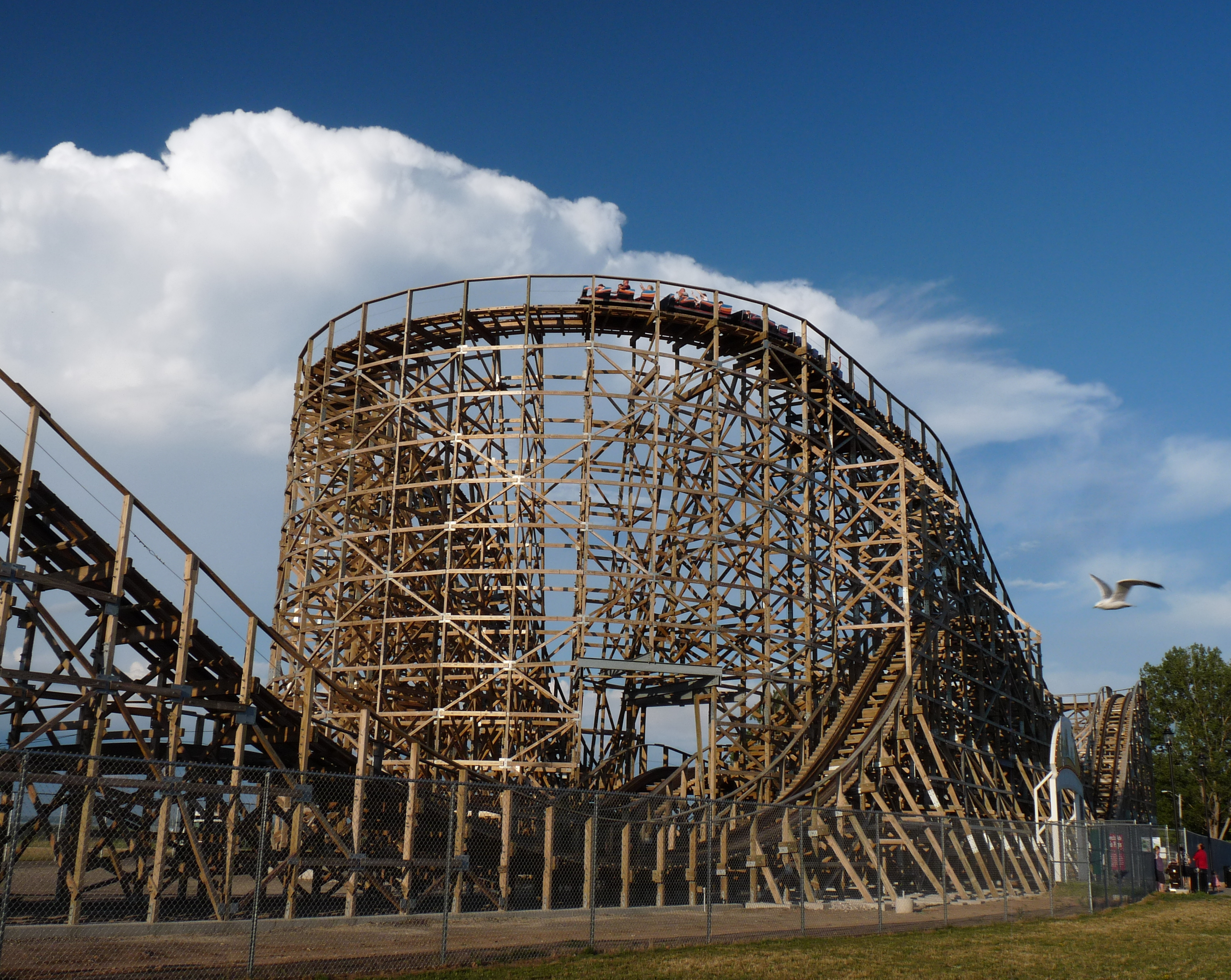
Zippin Pippin (en) à Libertyland (en)

### Autres attractions
| Nom                         | Type/Modèle | Constructeur             | Parc            | Pays       |
| --------------------------- | ----------- | ------------------------ | --------------- | ---------- |
| C. W. Parker Carousel       | Carrousel   | C. W. Parker Company     |                 | États-Unis |
| Gustave A. Dentzel Carousel | Carrousel   | Dentzel Carousel Company | Bloomsbury Park | États-Unis |
| Merry-Go-Round              | Carrousel   | Dentzel Carousel Company | Hersheypark     | États-Unis |